# Furcula borealis
Furcula borealis är en fjärilsart som beskrevs av Jean Baptiste Boisduval 1829 eller Félix Édouard Guérin-Méneville 1844, beroende på källa. Furcula borealis ingår i släktet Furcula och familjen tandspinnare, Notodontidae. Inga underarter finns listade i Catalogue of Life. Artens utbredning sträcker sig från New Hampshire till Texas och Florida, såväl som i Colorado och South Dakota. 
Den har ett Vingspann på 31-42 mm. Fjärilen flyger från april till augusti.
Larverna lever av Sötkörsbär, Viden (Salix) eller popplar.

## Taxonomi
Arten har behandlats som en underart av "Furcula bicuspis", men har återförts till egen artstatus.

## Bildgalleri

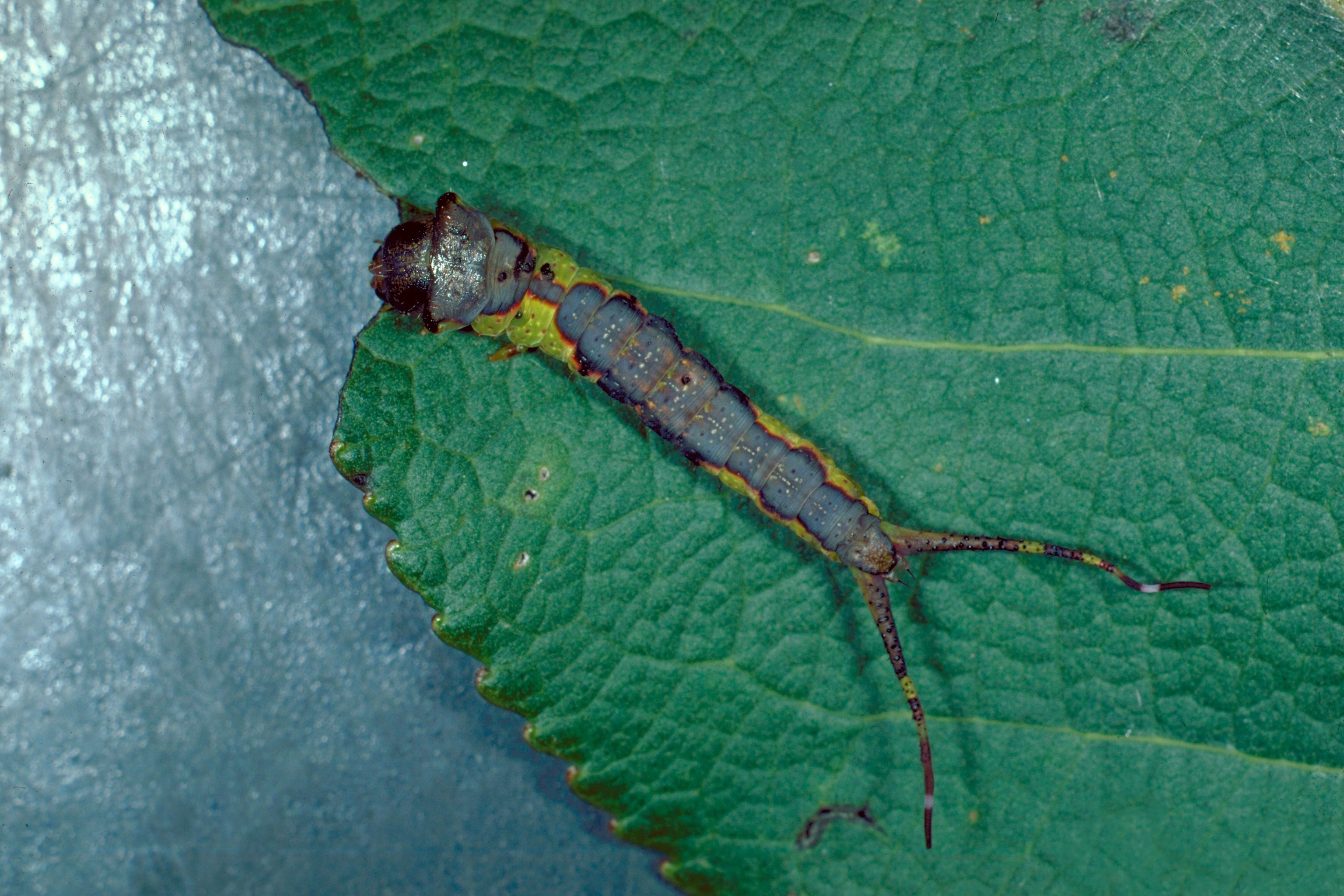
Yngre larv
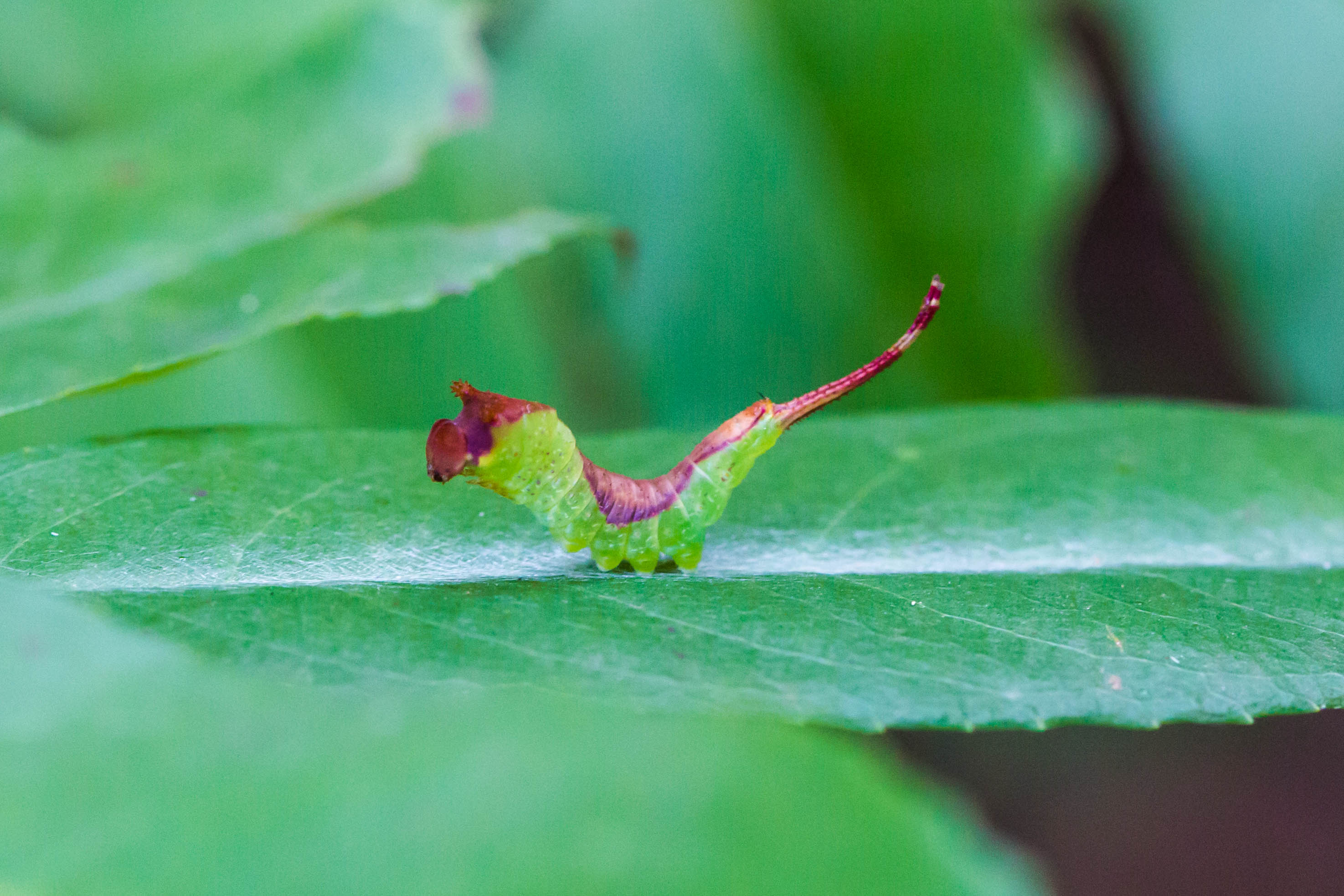
Något äldre larv
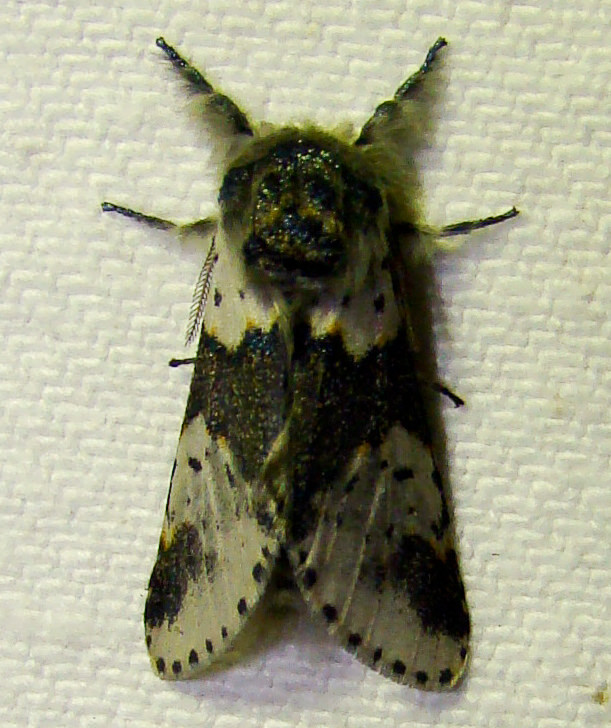
Imago fjäril
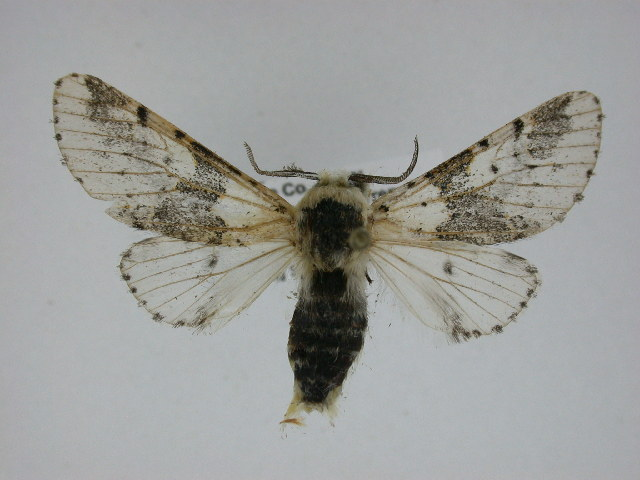
Preparerad (uppnålad) imago fjäril